# هيدروكربون

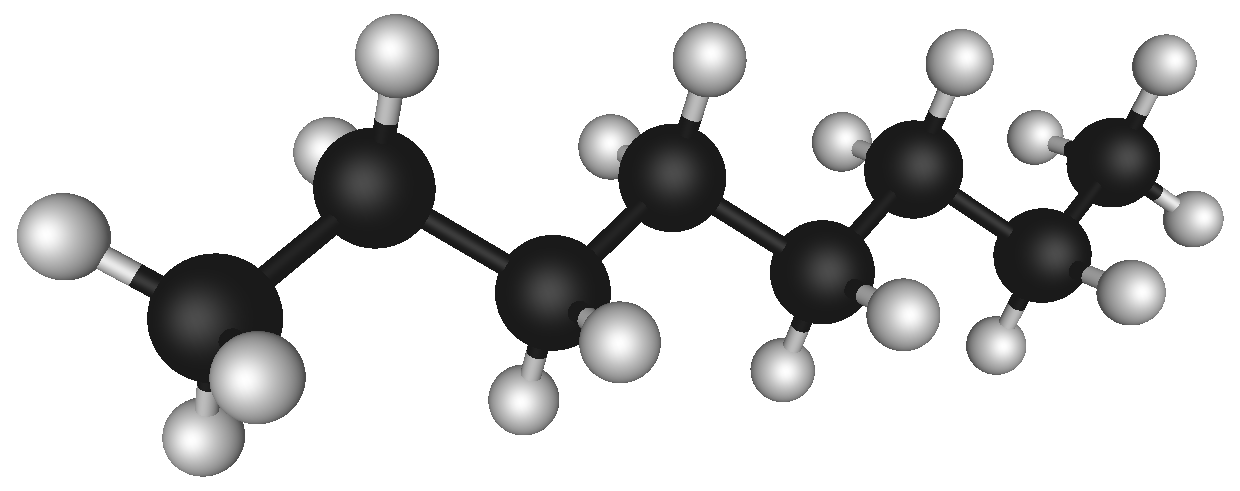
المركب الكيميائي : الأوكتان المتواجد في النفط.

الهيدروكربون أو الهيدركربون في الكيمياء العضوية، هو أي مركب كيميائي يتكون كلياً من الكربون (C) والهيدروجين (H) فقط، وبذلك فإن المجموعة 14 في الجدول الدوري للعناصر وتسمى مجموعة الكربون.
في الهيدروكربونات إذا تمت إزالة أي ذرة واحدة من الهيدروجين تتكوّن مجموعات وظيفية موافقة.
الهيدروكربونات العطرية (الأرينية)، وأليفاتية وتشمل الألكانات والألكينات والألكانات الحلقية والمركبات المعتمدة على الألكاينات هي أنواع مختلفة من الهيدروكربونات.
غالبية المواد الهيدروكربونية الموجودة على الأرض توجد بشكل طبيعي في النفط الخام، حيث توفّر المواد العضوية المتحللة وفرة من الكربون والهيدروجين والتي عندما تترابط، يمكن أن تترابط لتشكيل سلاسل على ما يبدو لا حدود لها.

## أنواع الهيدروكربونات
التصنيفات للمواد الهيدروكربونية -حسب القواعد التي حددها الاتحاد الدولي للكيمياء البحتة والتطبيقية (IUPAC) للكيمياء العضوية- هي كما يلي:
1. الهيدروكربونات المشبعة، هي أبسط أنواع الهيدروكربونات. وهي تتكوّن من روابط أحادية فقط تكون مشبعة بالهيدروجين. وتكون الصيغة الكيميائية للهيدروكربونات المشعبة - غير الحلقية أي «الألكانات» - هي: CnH2n+2 أكثر الصيغ العامة للهيدروكربونات المشبعة هي: CnH2n+2(1-r)[11] حيث "r"هي عدد الحلقات. هذا بالتحديد مع حلقة واحدة هي ألكان حلقي. الهيدروكربونات المشبعة هي أساس الوقود النفطي وتوجد إما خطية أو أنواعاً متفرعة. تفاعل الاستبدال هو من صفاتها الخاصة مثل: (تسخين غاز الكلور في درجات حرارة مرتفعة حينها يحدث تفاعل استبدال ويكون على شكل الكلوروفورم). وتسمى الهيدروكربونات التي لها نفس الصيغة الجزيئية ولكن تختلف في الصيغة البنائية: التصاوغ الهيكلي أو الأيزومرات الهيكلية. على النحو الوارد في مثال «3- ميثيل هيكسان» والمتماثلات الأعلى منها، تفرعات الهيدروكربونات قد تكون لا انطباقية. تُمثل الهيدروكربونات المشبعة عديمة التناظر المرآتي سلاسل جانبية من الجزيئات الحيوية مثل: الكلوروفيل والتوكوفيرول.[12]
2. الهيدروكربونات غير المشبعة لها رابطة ثنائية أو ثلاثية واحدة بين ذرات الكربون. وتُسمّى الهيدروكربونات غير المشبعة التي تحتوي على رابطة تساهمية واحدة أو أكثر بين ذرات الكربون الألكينات. الهيدروكربونات التي تحتوي على رابطة ثنائية واحدة تكون على هذه الصيغة: CnH2n - مع افتراض أن الهياكل غير حلقية -. أما الهيدروكربونات التي تحتوي على روابط ثلاثية تُسمى الألكاينات تكون لها الصيغة العامة: CnH2n−2
3. الهيدروكربونات العطرية (الأرينية) أو الهيدروكربونات الأروماتية هي المركّبات العضوية التي تحتوي على حلقات البنزين جزءً من بنائها.[13]

يُمكن أن تكون الهيدروكربونات غازية (مثل: الميثان والبروبان)، ويمكن أن تكون سائلة (مثل: الهكسان والبنزين)، وقد تكون من الشمع أو المواد الصلبة منخفضة درجة الانصهار (مثل: شمع البرافين والنفثالين)، وقد تكون بوليمرات (مثل: متعدد الإيثيلين وعديد البروبيلين والبوليستيرين).

### الهيدروكربونات البسيطة واختلافاتها
| عدد ذرات الكربون | الألكان (رابطة أحادية) | الألكينات (رابطة ثنائية) | الألكاينات (رابطة ثلاثية) | الألكان الحلقي  | الكاديين  |
| ---------------- | ---------------------- | ------------------------ | ------------------------- | --------------- | --------- |
| 1                | الميثان                | -                        | -                         | -               | -         |
| 2                | الإيثان                | الإيثيلين                | أسيتيلين                  | -               | -         |
| 3                | بروبان                 | بروبيلين                 | بروبين                    | البروبان الحلقي | بروباديين |
| 4                | بيوتان                 | بوتين                    | بيوتين                    | البوتان الحلقي  | بوتاديين  |
| 5                | بنتان                  | بينتين                   | بنتاين                    | البنتان الحلقي  | بنتاديين  |
| 6                | هيكسان                 | هيكسين                   | هيكساين                   | هكسان حلقي      | هيكساديين |
| 7                | هبتان                  | هبتين                    | هبتاين                    | الهيبتين الحلقي | هيبتاديين |
| 8                | أوكتان                 | أوكتين                   | أوكتاين                   | الأوكتين الحلقي | أوكتاديين |
| 9                | نونان                  | نونين                    | نوناين                    | النونان الحلقي  | نوناديين  |
| 10               | ديكان                  | ديكين                    | ديكاين                    | الديكان الحلقي  | ديكاديين  |

## أمثلة
الميثان (غاز المستنقعات) هو هيدروكربون به ذرة كربون واحدة وأربع ذرات هيدروجين CH4. والإيثان هيدروكربون يتكون من ذرتي كربون مرتبطتين معا برابطة أحادية، وكل منها مرتبطة بثلاث ذرات هيدروجين C2H6. البروبان به 3 ذرات كربون (C3H8)، وهكذا (CnH2·n+2).

## عدد ذرات الهيدروجين
عدد ذرات الهيدروجين في الهيدروكربون يمكن أن يتم تحديده بمعرفة عدد ذرات الكربون باستخدام المعادلات الآتية:
- الالكانات: CnH2n+2
- الألكينات: CnH2n (بافتراض وجود رابطة ثنائية واحدة)
- الالكاينات: CnH2n-2 (بافتراض وجود رابطة ثلاثية واحدة)

وكل من هذه الهيدروكربونات يتبع قاعدة 4-هيدروجين والتي تنص على أن كل ذرات الكربون يجب تتصل بأقصى عدد ممكن من ذرات الهيدروجين (أقصى عدد 4). لاحظ أن كل رابطة إضافية تزيل ذرتي هيدروجين، كما أن الهيدروكربونات المشبعة يمكن أن تحصل على الأربعة ذرات هيدروجين وهذا بسبب التواجد الفريد لإلكترونات الكربون الأربعة.

## التمثيل الجزيئي
يتم غالبا تمثيل الهيكل الكربوني كشكل جزيئي ويتم تمثيل ذرات الكربون فيه كقمم والروابط كخطوط. التمثيلات الجزيئية تحتوى على بناء الهيدروكربون بحيث يمكن إضافة ذرات الهيدروجين الناقصة بطريقة محددة. وتتم دراسة الهيدروكربونات بتوسع أيضا في الكيمياء الحسابية.

## النفط
الهيدروكربونات السائلة المستخرجة جيولوجيا هي النفط أو الزيت المعدني بينما الهيدروكربونات الغازية تسمى الغاز الطبيعي. كلاهما يعد مصدرا أساسيا للوقود وموادا أولية لإنتاج الكيمياويات العضوية، وتتواجد هذه الهيدروكربونات تحت سطح الأرض.
الهيدروكربونات لها أهمية اقتصادية كبيرة نظرا لأنها تمثل مكونات الوقود الحفري (الفحم، النفط، الغاز الطبيعي)، إضافة لالوقود الحيوي واللدائن والشموع والمذيبات.

## الأهمية الاقتصادية للمركبات الهيدروكربونية
ينتج عن حرق الهيدروكربونات في وجود كمية كافية من الأكسجين، غاز ثاني أكسيد الكربون، والماء، والحرارة، ويعد هذا السبب الرئيسي لاستخدامها كوقود في العالم؛ حيث تعد الهيدروكربونات المصدر الرئيسي للطاقة حول العالم؛ فهي توفّر الوقود الذي يمكن تحويله إلى طاقة من خلال تكرير النفط، الذي يقدّم مجموعة واسعة من المواد المشتقة التي تلعب دوراً مهماً في الاقتصاد العالمي؛ والتي تشمل أهميتها في صناعة البلاستيك، والمذيبات، ومواد التشحيم.
- نفط
- بتروكيمياويات
- التسمية النظامية للمركبات العضوية

## وصلات خارجية
- إلغاء حقيقة الأصل الحيوي للنفط الطبيعي.
- مقدمة في علم النفط الحديث، النظرية الروسية-الأوكرانية عن التكون العميق غير عضوي المنشأ للنفط.
- مناقشة الأصل غير الحيوي للغاز 11:2002 (EXPLORER)